# Петровське-Алабіно
Петро́вське-Ала́біно (рос. Петровское-Алабино) — історична садиба в сучасній Московській області. Знаходиться у селі Петровське Наро-Фомінського району.

### В 18 ст.

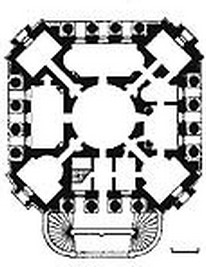
План палацу (Петровське-Алабіно), до 1776 р.

В 17 ст. місцевість мала назву пустош Княжищево та належала Боровському Пафнутьєву монастирю. Цар Петро І забрав землі і віддав у володіння прибічнику Шафірову. В середині 18 ст. садиба перейшла в володіння Микити Акинфійовича Демидова. Багатій, брат дивака і психопата Демидова Прокопія Акинфійовича, Микита знався з науковцями, листувався з французьким письменником Вольтером, сам створив закордонну подорож і надрукував « Журнал (щоденник) подорожі в чужі краї». Він і почав відбудовувати в камені споруди садиби для власної молодої дружини.
Автор первісного плану невідомий. В компактній архітектурі палацу відчутні впливи Старова Івана Єгоровича, орієнтованого на французькі зразки і на палац Малий Тріанон в Версалі. Але розпланування більш спрощене. Можливо, це проект архітектора Казакова Матвія Федоровича, котрий за кордоном не був, а широко користувався архітектурними увражами та чужими проектами. Звідси спрощення в розплануванні палацу і всього архітектурного комплексу. Побудова осьова з орієнтацією на берег близької річки Десна. Палац восьмикутний, фасади на три осі, прикрашені тосканськими колонами. Зрізані кути палацу прикрашали балкони другого поверху, підтримані колонами. Палац вибудували в центрі квадратного курдонеру, в кутах якого стояли чотири бічні флігелі, нижчі за палац. Один із флігелів був кухнею і мав підземний хід до господського дому. Курдонер мав вихід в просіку-шлях до річки. Його прикрашали скульптури з чавуну та мармуру.
Скульптурний декор взагалі був родзинкою садиби. Скульптура імператриці Катерини ІІ прикрашала дах бельведера, а входи — фігури лежачих сфінксів з жіночими обличчями, художня продукція заводів родини Демидових. Згодом скульптуру Катерини ІІ замінили на фігуру Аполлона.
Бічні флігелі були нижчі за палац, вибудований на узвишші, що підкреслювало його головування в ансамблі. В центрі палацу розташували круглу залу, навколо якої створили затишні бічні кімнати. Типовою частину декору інтер'єрів були численні печі з кахлями та вазами.
Сам Демидов в садибі не жив, прибував для нагляду. Молода дружина померла до завершення споруд і була похована в садибній церкві. Садибна церква Петра митрополита в стилі раннього класицизму та окрема дзвіниця були вибудовані неподалік. Церква стане усипальницею родини.
В ансамбль садиби включили навіть село Петровське, розплановане в регулярному стилі, котре слугувало своєрідним архітектурним передмістям палацу.

## В 19 ст.
В середині 19 ст. Демидови продали садибу. В 1850-і роки у поміщика В. Н. Жаркова її придбав князь А. В. Мещерський. Родина Мещерських володіла садибою до буремного 1917 року.

## В 20 ст.

Петровське-Алабіно, архівне фото 1930 року.

Останні володарі садиби Мещерські не спромоглися фінансово підтримувати добрий стан садиби і та почала руйнуватись. В роки більшовицької вдали тут по черзі перебували дитячий притулок, будинок відпочинку, провінційна лікарня, в одному з флігелів — місцева пошта .
В роки СРСР покинута садиба зберігалась в напівзруйнованому стані до війни 1941 −1945 р. Хазяйку садиби Мещерську та її стару матір виселили навіть з кутового флігеля. Вся металева садово-паркова скульптура була вивезена на заводи та перелита як металобрухт.
Ставлення до поміщицького палацу з боку влади було негативним. Так, за місяць до навали фашистської Німеччини на більшовицьку державу якийсь полковник Іванов з Пролетарської (пізніше — Таманської) дивізії отримав дозвіл на власну пропозицію — висадити в повітря садибний палац Демидова з метою отримання безкоштовного щебеню. За переказами в підмурки шедевра московської архітектури 18 ст. заклали півтори тони вибухівки. Палац підірвали. Але впали купол-бельведер, дахи, всі внутрішні стіни — а щебеню отримали мало і руїну покинули. На місці залишили лише зовнішні стіни палацу без даху та чотири бічні флігелі. На полковника зробили донос, ніби то той навмисне утворив акцію з метою зменшення вибухівки в арсеналі Червоної Армії напередодні війни. Полковника арештували і розстріляли.
Садиба в поруйнованому стані перебуває донині. Руїни перебувають на державному обліку як пам'ятка архітектури 18 ст.

## Галерея

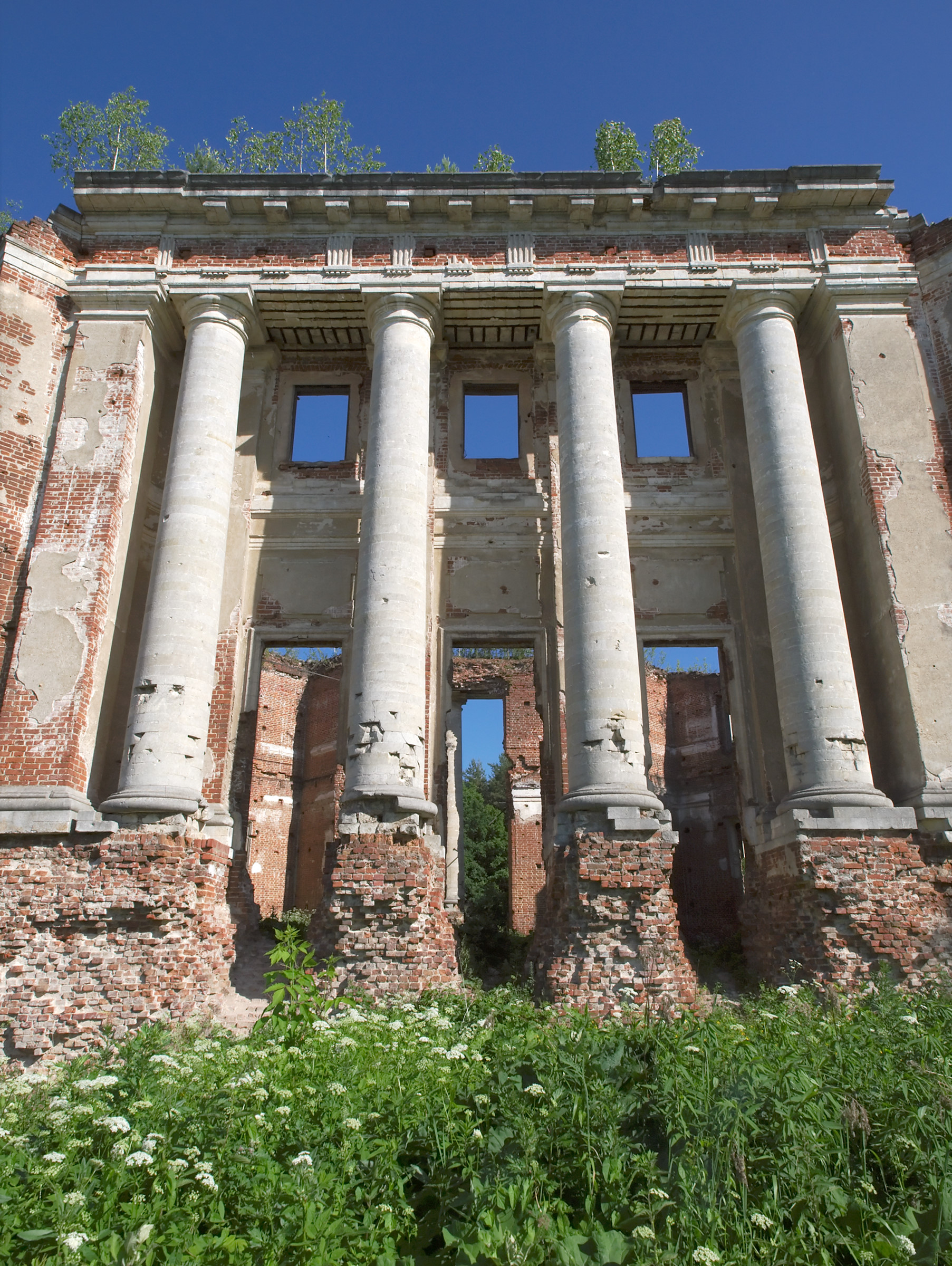
Руіни палацу
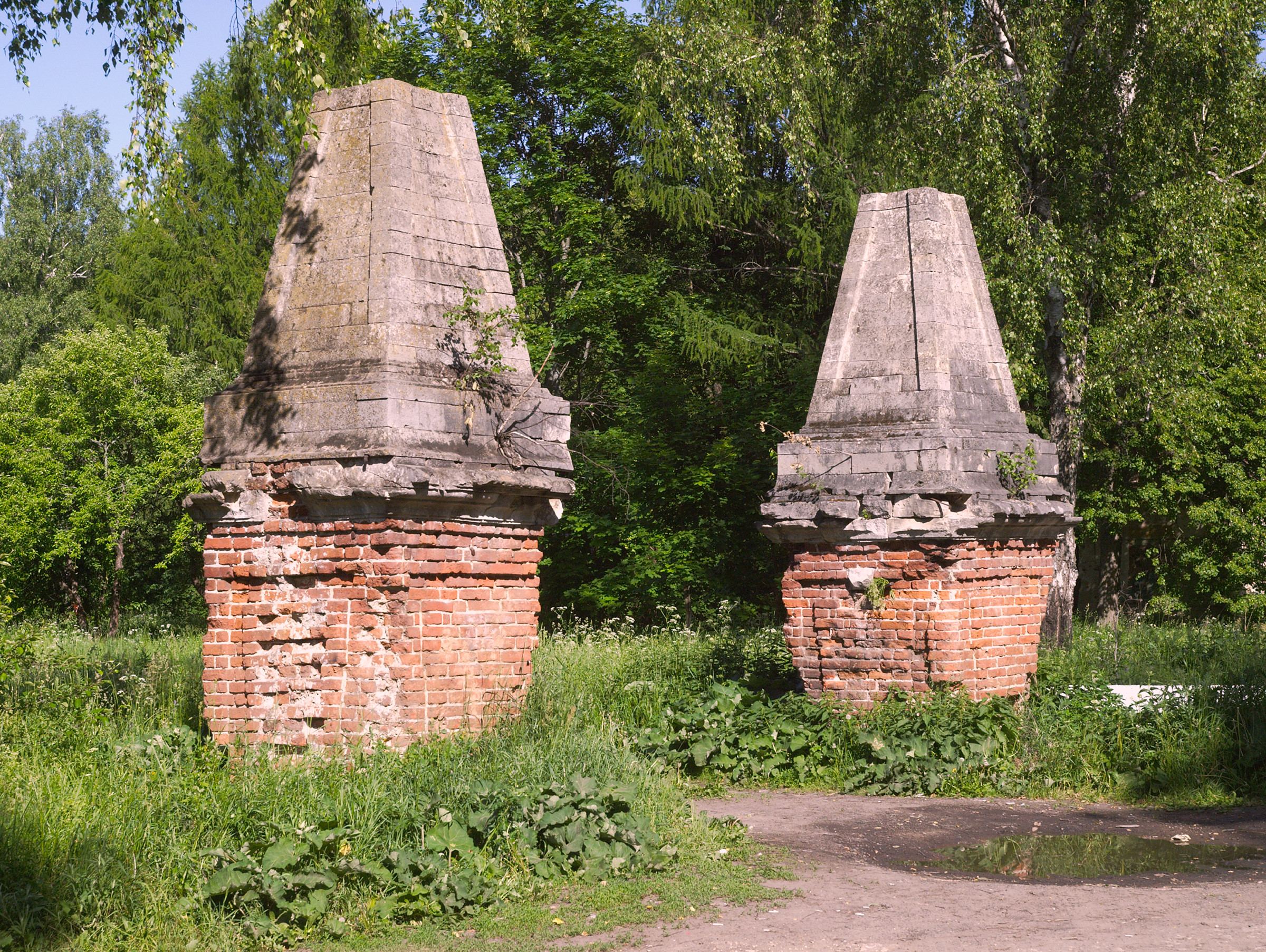
Декоративні обеліски на в'їзді.
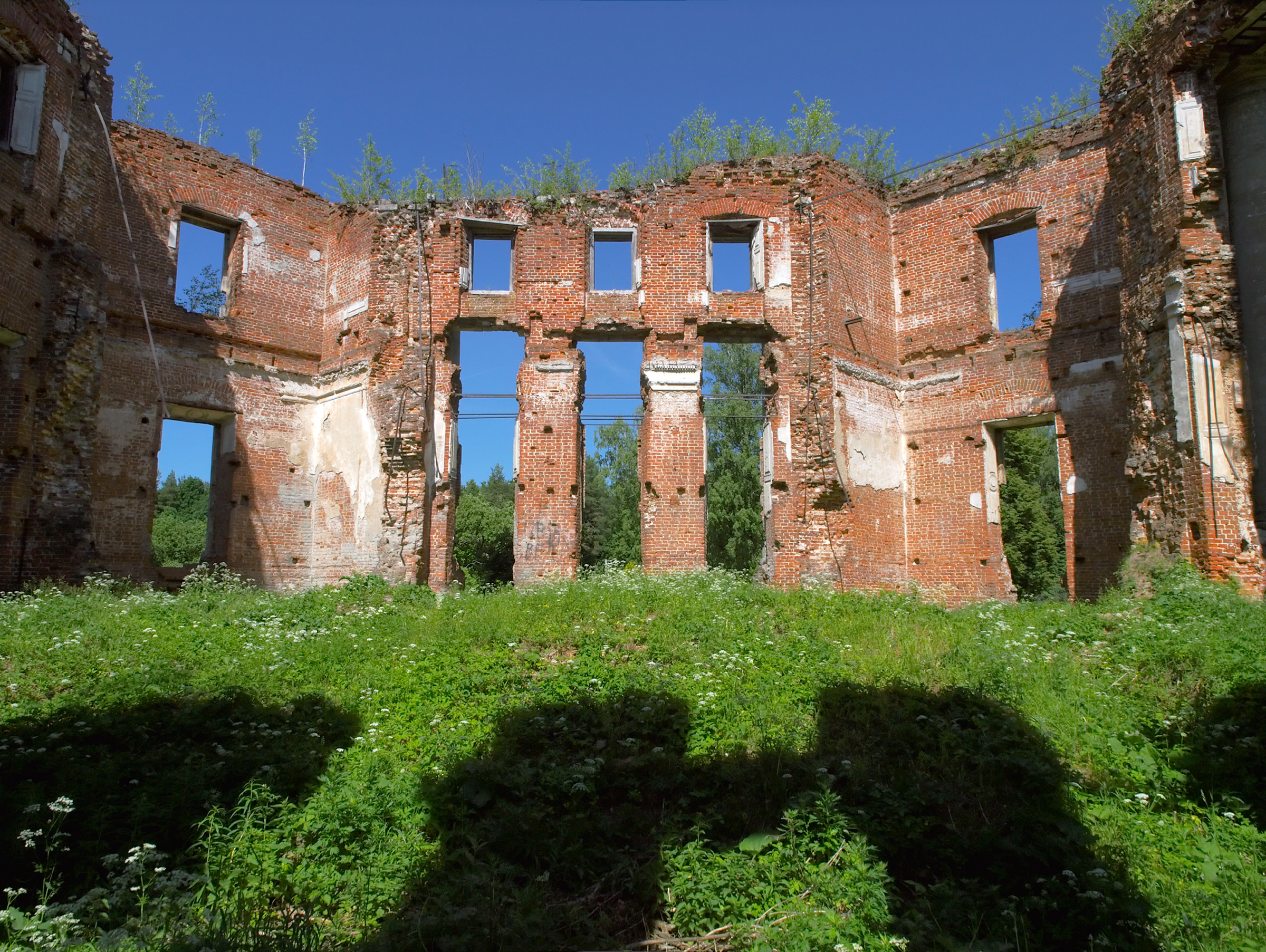
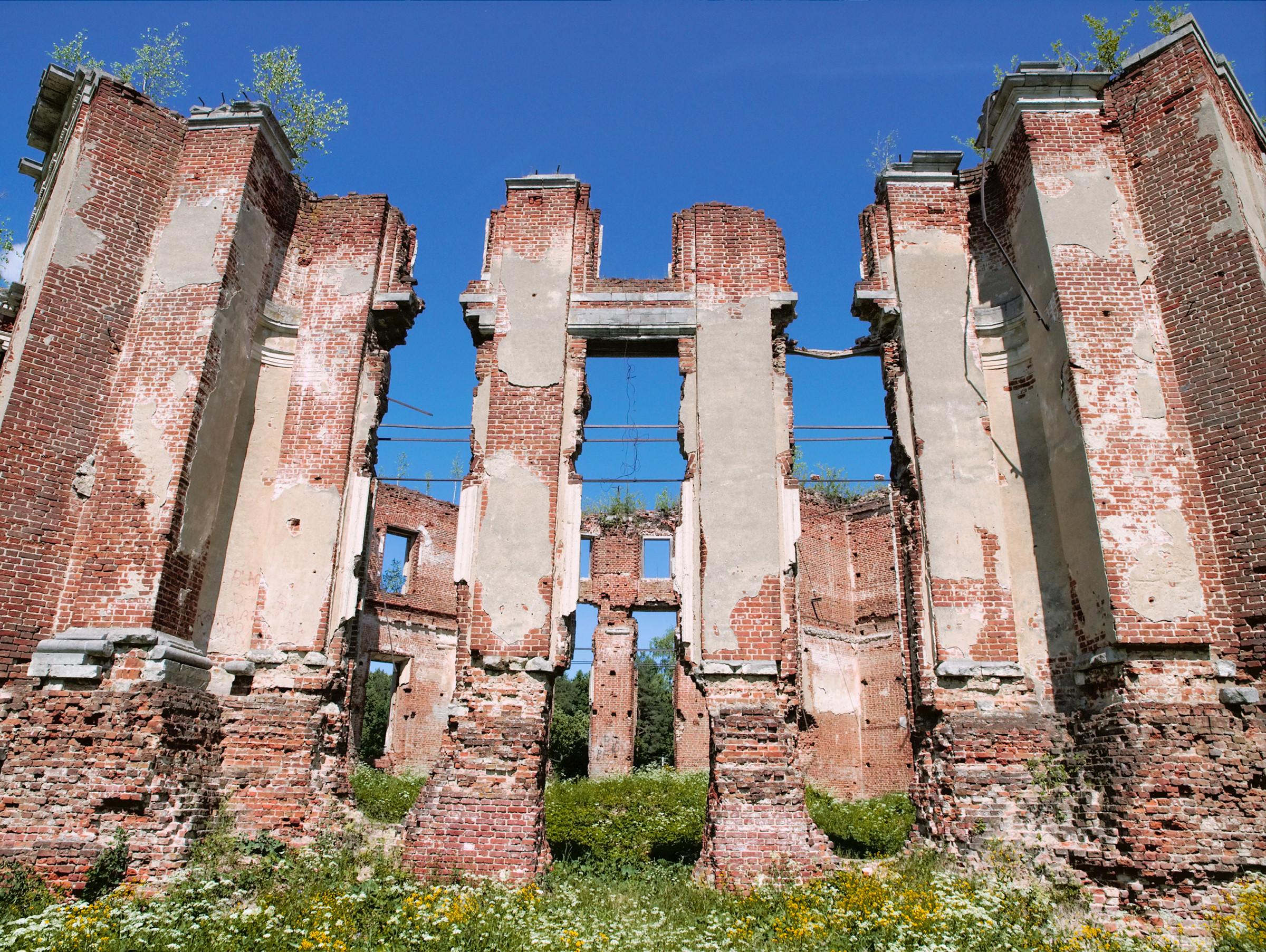
Залишки фасаду
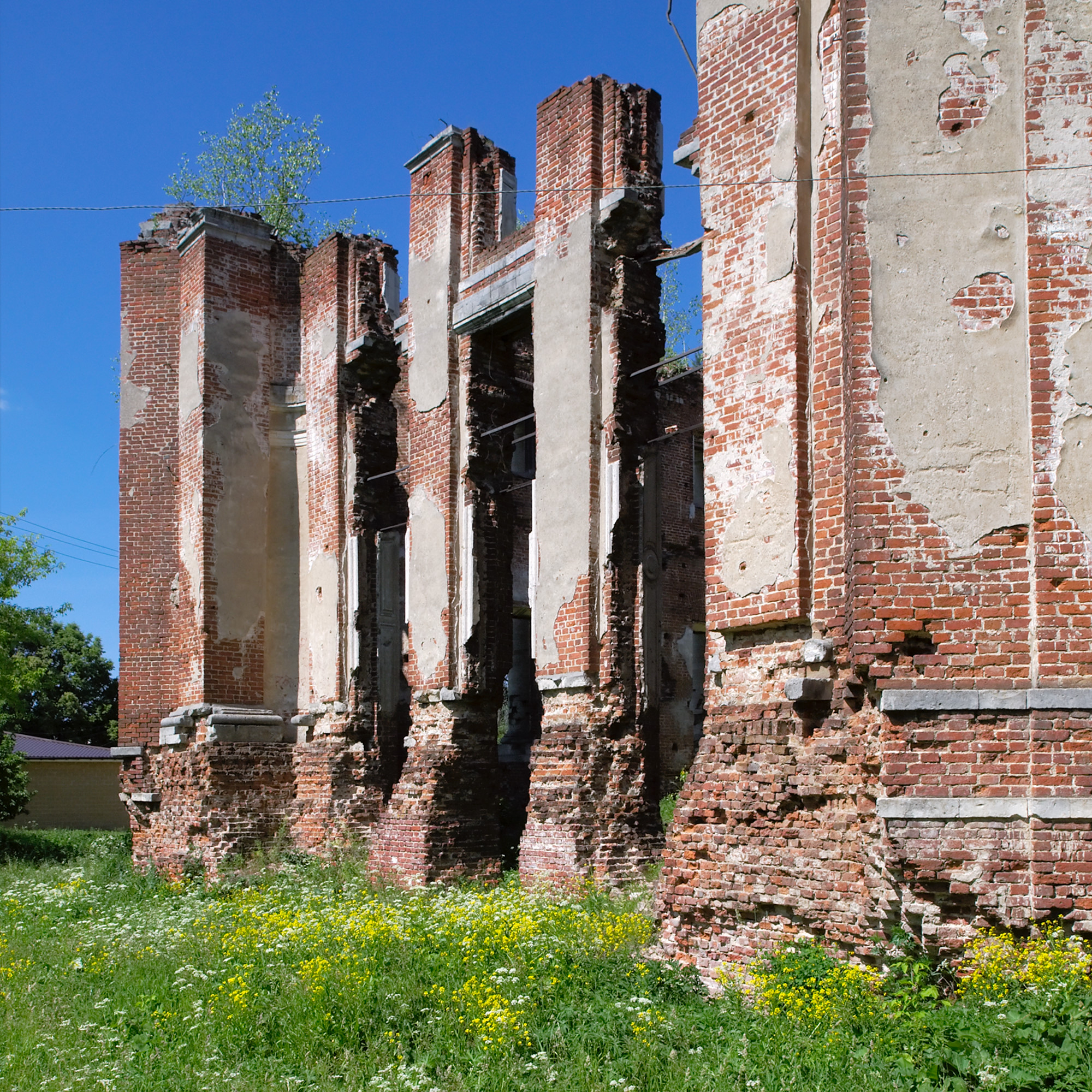